# Pavetta diversipunctata
Pavetta diversipunctata är en måreväxtart som beskrevs av Diane Mary Bridson. Pavetta diversipunctata ingår i släktet Pavetta och familjen måreväxter.
Artens utbredningsområde är Tanzania. Inga underarter finns listade i Catalogue of Life.